# 11016 Borisov
11016 Borisov (1982 SG12) là một tiểu hành tinh vành đai chính được phát hiện ngày 16 tháng 9 năm 1982 bởi L. I. Chernykh ở Đài vật lý thiên văn Crimean.